# Langtang Lirung

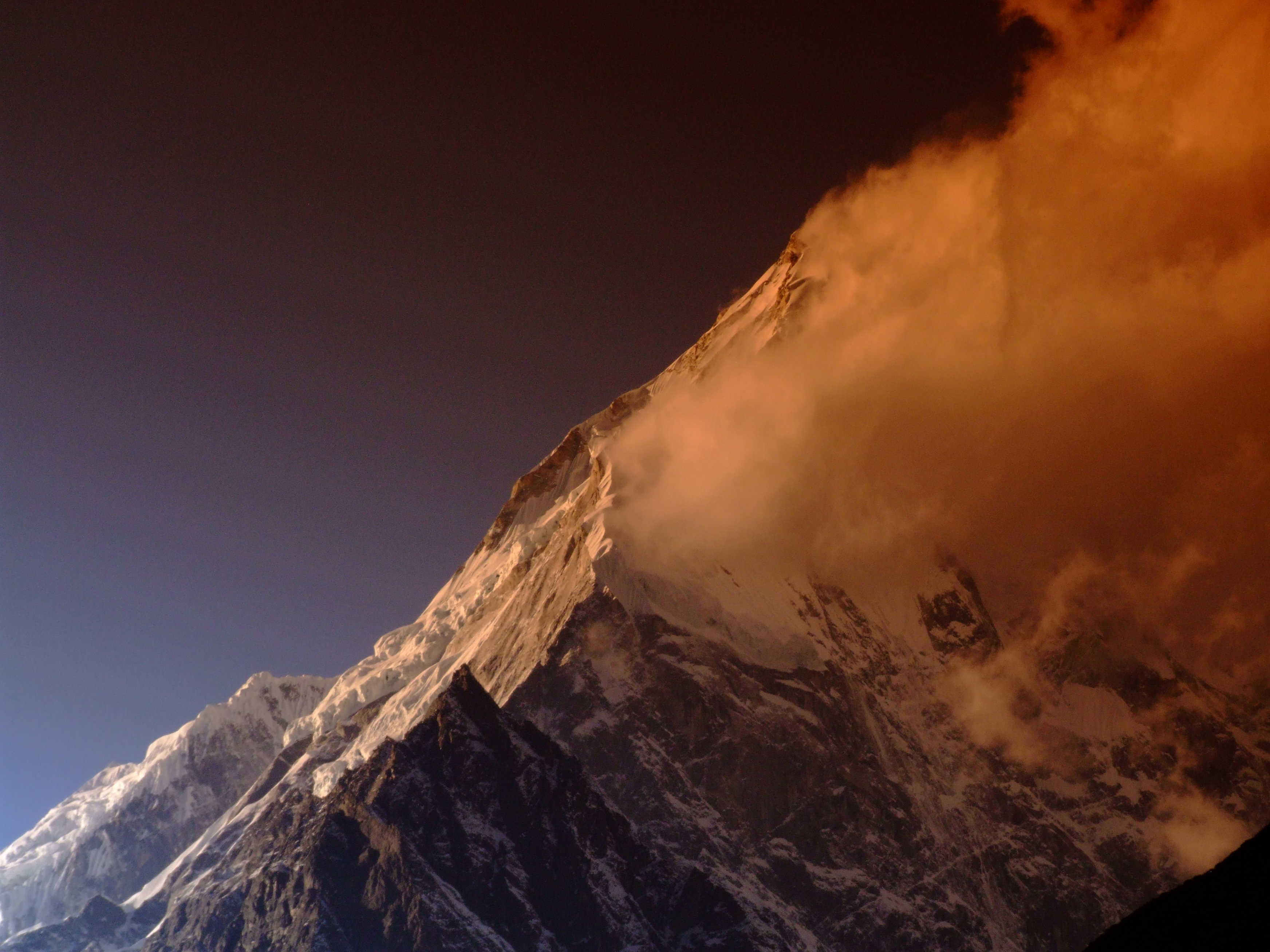

Langtang Lirung je hora vysoká 7 234 m n. m. (7 227 m dle jiných zdrojů) v pohoří Himálaj. Leží na hranici mezi Nepálem a Čínskou lidovou republikou, jihozápadně od osmitisícového vrcholu Šiša Pangmy.

## Historie výstupů
V roce 1978 se horolezci Seishi Wada a Pemba Tsering z japonsko-šerpské expedice podařilo jako prvním dosáhnout vrcholu, a sice východním hřebenem. Většina následných výstupů proběhla jihovýchodním nebo jihozápadním hřebenem.
První zimní výstup provedli v roce 1988 Poláci Mikołaj Czyżewski, Kazimierz Kiszka a Adam Potoczek.
V roce 2009 zde zemřel slovinský horolezec Tomaž Humar, který se na horu pokoušel vystoupit jižní stěnou.
V roce 2024 provedli Marek Holeček a Ondrej Húserka prvovýstup východní stěnou. Húserka při sestupu zahynul.